# Josep Maria Ibarz Grao
Josep Maria Ibarz Grao (Osca, últim terç del segle xix - Reus 1939) va ser un metge català.
Contra la voluntat del seu pare, que volia que estudiés magisteri, marxà de ben jove a Barcelona on es va pagar la carrera de medicina treballant en un taller tèxtil. Els últims cursos de la carrera va treballar a la Quinta de Salut l'Aliança. Un cop obtinguda la llicenciatura va seguir uns anys en aquella entitat com a metge. El 1915 va exercir durant un any a Vilanova i la Geltrú i marxà el 1918 a Camarasa com a metge i traumatòleg durant la construcció del pantà contractat per la Canadenca. Acabades les obres del pantà, s'instal·là a Reus, on va obrir una clínica, la Clínica Ibarz, en un xalet situat al final del Passeig de Sunyer, vora l'estació del ferrocarril. Treballà també a l'Hospital de Sant Joan, on el 1935 era cap de cirurgia. Va ser director de la publicació Boletín Médico de Reus (1921-1930) i va publicar diversos articles professionals des del 1931 a la revista Fulls clínics. Malalt, va morir pocs mesos després d'acabada la guerra civil, el novembre de 1939.